# Jean-Marie Fage
Pour les articles homonymes, voir Fage.
 (février 2020).
Si vous disposez d'ouvrages ou d'articles de référence ou si vous connaissez des sites web de qualité traitant du thème abordé ici, merci de compléter l'article en donnant les références utiles à sa vérifiabilité et en les liant à la section « Notes et références ».
Jean-Marie Fage né le  17 octobre 1925 à L'Isle-sur-la-Sorgue et mort le 14 janvier 2024 dans la même ville, est un peintre, illustrateur, lithographe, sculpteur et  architecte français.

## Biographie
Jean Marie Léon Fage est né en 1925 à L'Isle-sur-la-Sorgue (Vaucluse) d’un père maçon et d’une mère femme de ménage. Une erreur médicale le prive de son œil gauche avant l’âge de 2 ans, le forçant à vivre une enfance à part, où le rêve, la poésie et le dessin prennent le dessus. En 1940, il réalise ses premières peintures à l’huile en copiant des tableaux de Corot et de Jules Dupré d'après des reproductions. Il apprend sur le motif, la nature est son atelier. Il développe des amitiés avec le groupe du Candélié à Avignon, jusqu’en 1949.
Il approche Auguste Chabaud et son œuvre dès 1946, à qui il rend des visites hebdomadaires dans son mas de Graveson. Ses rencontres fréquentes avec René Char, originaire comme lui de L’Isle-sur-la-Sorgue, lui permettent d'entrer de plain-pied dans son œuvre poétique. C'est grâce à celui-ci qu'il fera la connaissance de Georges Braque dont l'œuvre comptait déjà tellement pour lui.
En 1950, il s'installe à Paris où il s'inscrit à l'atelier d'André Lhote, rencontré à Gordes l’été précédent, et où il se lie d'amitié avec le peintre arménien Joseph Terdjan, mais aussi avec Antonio Carelli et Jacques Place. Le poète et critique d’art Fritz-René Vanderpyl lui fait rencontrer le peintre Ferdinand Desnos dont l'amitié lui restera fidèle sa vie durant.
Il participe au Salon des indépendants et au Salon d'automne. Sa première exposition personnelle, en 1961, à Fontaine-de-Vaucluse, est préfacée par René Char : « Jean-Marie Fage n’est pas un inconnu. C’est un peintre au début de son chemin ; mais ce chemin a les talus et la bonne étoile qui mènent aux larges dimensions. »
En 1963, après une exposition personnelle remarquée par la critique[réf. nécessaire] à la galerie Arlette Chabaud à Paris, il décide de rentrer vivre en Provence avec sa femme, Marie-Josèphe Gérardin, épousée en 1955, et leurs quatre enfants. Il mène une activité d'architecte en agence à partir des années 1960.
Ils s'installent à L’Isle-sur-la-Sorgue puis à Avignon, où il rencontre le peintre Louis Latapie en 1969. Une rencontre stimulante qui l’oriente vers des recherches picturales nouvelles, plus abstraites. « En [sic] Avignon, j’ai fait la rencontre de Louis Latapie. Les échanges que nous avons eus ont été déterminants dans l’orientation de mon travail pictural. Latapie a créé une déclinaison personnelle du langage cubiste où le jeu des plans se module dans une palette très richement colorée. Cette période créative me comblait de joie. »
En 1975, il abandonne définitivement son métier d’architecte pour se consacrer pleinement à la peinture en s’installant dans la maison de La Chapelle, à Goult, près du village de Lacoste peuplé d’artistes venus du monde entier. Il y vit et y travaille jusqu'à son décès, survenu à L'Isle-sur-la-Sorgue, sa ville natale, le 14 janvier 2024.

### Famille
Jean-Marie Fage est le père d'Olivier Fage, architecte, Luc-Henri Fage, explorateur et réalisateur, Anne Fage, lissière et Gilles Fage, historien d'art et éditeur,. Il est le grand-père d'Anne-Laure Fage, enseignante, Simon Fage, technicien expert polyvalent, et Bastien Fage, ingénieur structures bois[réf. nécessaire].

### Fage et les poètes
Ses relations avec les poètes ont été prédominantes dans son travail de peintre.
Après René Char, il fait la connaissance et illustre des recueils de poésie, notamment de Jean-Pierre Geay, Jacques Kober, Eugène Guillevic, Guy Mathieu et Charles Walker.
Il réalise des livres d'artiste enluminés sur des poèmes manuscrits, avec les poésies de Jacques Kober, Philippe Jaccottet, Jean-Pierre Geay, pour le poète Daniel Leuwers.

## Œuvres

### Illustration
- 1978 : illustration au pochoir des 120 exemplaires de Abergements de Jean-Pierre Geay.
- 1980 : illustration à la gouache de Difficiles Désert, de Charles Walker.
- 1981 : illustration à la gouache de Les leçons de lumière, de Charles Walker.
- 1982 : illustration à la gouache de Espaces, de Charles Walker.

### Sculpture
- 1977 : sur commande publique, il réalise à Vitrolles une fontaine en béton, lave émaillée et pierre de Rognes.
- 1991 : Les Oiseaux, sculpture murale pour les bâtiments de la Direction de la Vie sociale, Avignon. Architectes : Olivier Fage, Martin Dekester et Jean-Christophe Olivier.
- 1993 : sculpture murale En hommage à René Char, pour l'école primaire René Char, L'Isle-sur-la-Sorgue. Architectes : Olivier Fage, Martin Dekester et Jean-Christophe Olivier.

## Expositions
- 1946 : exposition de groupe, Peintres du Comtat, Carpentras, musée Comtadin-Duplessis.
- 1947 : exposition Salon de peinture, hôtel de ville de L'Isle-sur-la-Sorgue.
- 1949 : exposition Groupe des Treize, Avignon.
- 1950 : exposition de la Société Vauclusienne des Amis des Arts, Avignon, avec le groupe Lou Candelié.
- 1953 : membre de la Société des artistes indépendants de Paris, 64e exposition au Grand Palais, Paris.
- 1961 : exposition personnelle, catalogue préfacé par René Char à Fontaine-de-Vaucluse.
- 1963 : exposition personnelle, catalogue préfacé par René Char à la galerie Arlette Chabaud, Paris.
- 1965 : exposition collective Maîtres contemporains, Beaux livres illustrés, la collection René Char, Carpentras, hôtel de ville, grande salle du Conseil.
- 1968 : exposition collective Le Point et le trait, galerie Les Contards, Lacoste.
- 1972 : exposition collective Latapie et ses amis d’Avignon, Fage, Chantal, Abbé Roy, Max Laurent, galerie Latapie, Avignon.
- 1973 : galerie Latapie, Avignon.
- 1977 : exposition J.-M. Fage, musée municipal, Aumônerie du chemin de Saint-Jacques, Gordes.
- 1979 : Présence des Formes, Les Angles.
- 1980 : gouaches et peintures, office du Tourisme de L'Isle-sur-la-Sorgue.
- 1980 : exposition personnelle, Maison d’Art Alsacienne galerie Gangloff et Fédération des Associations culturelles, Mulhouse.
- 2015 : à l’occasion de son 90e anniversaire, exposition Jean-Marie Fage, exposition du jubilé, galerie l’R du Cormoran, Pernes-les-Fontaines.
- 2017 : cinq peintures à l’exposition Promenades dans la lumière du Vaucluse, musée Louis Vouland, Avignon.
- 2020 : exposition rétrospective Jean-Marie Fage, tracer la lumière, Campredon centre d'Art, L'Isle-sur-la-Sorgue, du 7 mars- au 7 juin 2020[7].
- 2020 : exposition rétrospective Jean-Marie Fage, Je peins ce que je vois, du 20 juin 2020 au 3 janvier 2021, musée Louis Vouland, Avignon[8].
- 2021 : exposition temporaire Grands formats de Jean-Marie Fage, à Lacoste, les 21 et 22 août 2021, Temple de Lacoste.
- 2024 : exposition "Dans l'intimité du peintre", Arts Lacoste, La Cure, Lacoste, 29 mars au 7avril 2024.

### Filmographie
- Luc-Henri Fage, Tracer la lumière, 2020, film documentaire de 26 minutes, Félis Production ([vidéo] en ligne sur vimeo.com).